# Taïx
Taïx (bis 1801 noch mit der Schreibweise Taix; okzitanisch: Tais) ist eine französische Gemeinde mit 537 Einwohnern (Stand 1. Januar 2022) im Département Tarn in der Region Okzitanien. Sie gehört zum Arrondissement Albi und zum Gemeindeverband Carmausin-Ségala.

## Geografie
Die Gemeinde Taïx liegt zwischen den Städten Albi und Carmaux an den westlichen Ausläufern des Zentralmassivs. Zu Taïx zählen die Ortsteile La Borie Thomas, La Mestrié, Lempéry, Lespinasse und Riols. Umgeben wird Taïx von den Nachbargemeinden Labastide-Gabausse im Norden, Blaye-les-Mines im Nordosten, Le Garric im Osten, Cagnac-les-Mines im Süden sowie Mailhoc im Westen.
Im Gemeindegebiet von Taïx liegt die Quelle des Flusses Vère. Die Gemeinde wird von der Landwirtschaft geprägt, obwohl sie inmitten des Steinkohlereviers von Carmaux (Bassin houiller de Carmaux) liegt. Unmittelbar nördlich, östlich und südlich von Taïx gibt es Abraumhalden, teilweise mit Wasser gefüllte Tagebaurestlöcher und alte Bergarbeitersiedlungen. Kohle wurde hier vom 13. Jahrhundert bis zum Ende des 20. Jahrhunderts gefördert.

## Bevölkerungsentwicklung
| Jahr      | 1962 | 1968 | 1975 | 1982 | 1990 | 1999 | 2006 | 2012 | 2022 |
| Einwohner | 351  | 325  | 269  | 272  | 285  | 306  | 321  | 411  | 537  |

Im Jahr 1886 wurde mit 170 Bewohnern die bisher geringste Einwohnerzahl ermittelt. Die Zahlen basieren auf den Daten von cassini.ehess und INSEE.

## Sehenswürdigkeiten
- Kirche Saint-Pierre
- zwei Wegkreuze
- Taubenturm im Ortsteil Riols

## Wirtschaft und Infrastruktur
In der Gemeinde sind sechs Landwirtschaftsbetriebe ansässig (Getreide- und Gemüseanbau, Ziegen- und Schafzucht).
Vier Kilometer südöstlich von Taïx besteht Anschluss an die autobahnartig ausgebaute Route nationale 88 von Rodez nach Albi. Der sechs Kilometer entfernte Bahnhof von Carmaux liegt an der Bahnstrecke von Castelnaudary nach Rodez (Ligne de Castelnaudary à Rodez).

## Belege
1. ↑  Ortsname auf cassini.ehess.fr
2. ↑  Taïx auf cassini.ehess
3. ↑  Taïx auf INSEE
4. ↑  Landwirtschaftsbetriebe auf annuaire-mairie.fr (französisch)